# Мусулманбеков, Кани Жумкенулы
Кани Жумкенулы Мусулманбеков (каз. Қани Жұмкенұлы Мұсылманбеков; 15 ноября 1934; Жанааркинский район, Карагандинская область, КазССР, СССР) — советский и казахский учёный-онколог, доктор медицинских наук (1981), профессор (1982). Заслуженный деятель Казахстана (1996). Лауреат Государственной премии Республики Казахстан в области науки, техники и образования (2007).

## Биография
Родился 15 ноября 1934 года в Жанааркинском районе Карагандинской области.
В 1957 году окончил Карагандинский государственный медицинский институт.
В 1960 году поступил в аспирантуру по клинической онкологии в Институт экспериментальной и клинической онкологии АМН СССР в Москве, которую окончил в 1963 году. После окончания аспирантуры работал ординатором, заведующим торакальным отделением Карагандинского областного онкологического диспансера.
Впервые в области и Казахстане успешно проведены операции у больных раком проксимального отдела желудка и пищевода.
В 1968 году защитил кандидатскую диссертацию на тему: «Хирургическое лечение рака проксимального отдела желудка».
В 1981 году защитил докторскую диссертацию на тему: «Лечение рака пищевода».

### Трудовая деятельность
Трудовую деятельность начал в 1957 году участковым терапевтом Жезказганского рудника.
С 1957 по 1970 год — участковый терапевт, хирург Карагандинской городской больницы № 11, врач-ординатор Карагандинского областного онкодиспансера, зав. торакального отделения.
С 1970 по 1972 год — главный врач Областного онкологического диспансера (Караганды);
С 1972 по 1984 год — заведующий кафедрой онкологии Карагандинского государственного медицинского института. Работал главным хирургом по совместительству в г. Караганде.
С 1984 по 2001 год — проректор института по лечебной работе Карагандинского государственного медицинского института.
С 2002 по 2005 год — профессор кафедры онкологии и лучевой терапии Карагандинского государственного медицинского института;
С 2005 года — заведующий кафедрой онкологии и радиологии факультета усовершенствования врачей Карагандинского государственного медицинского университета.
В 2024 он сканчался в возрастм 89
лет 

## Научные, литературные труды
Под его руководством подготовлены 14 кандидатов медицинских наук и 5 докторов медицинских наук. Издано научных работ — 271, типографическим способом изданы «Избранные лекции по клинической онкологии» на казахском языке, имеет 22 патента на изобретения.
Под его редакцией выпущен Сборник научных трудов на тему: «Диагностика и лечение опухолей желудочно-кишечного тракта. Новый хозяйственный механизм в онкологии». Предложенные им методики внедрены в практику здравоохранения не только в области, но и в ряде хирургических клиник Казахстана.

## Награды и звания
- Почётная грамота Президиума Верховного Совета Казахской ССР;
- Значок «Отличнику здравоохранения» (СССР);
- Медаль «Ветеран труда»;
- Нагрудный знак МЗ РК «За вклад в развитие здравоохранения Республики Казахстан»;
- Нагрудный знак МЗ РК «Отличник здравоохранения Республики Казахстан»;
- Нагрудный знак МОН РК «Ыбырай Алтынсарин» за особые заслуги в области просвещения и педагогической науки;
- 1970 — Медаль «В ознаменование 100-летия со дня рождения Владимира Ильича Ленина»;
- 1996 (9 декабря) — почётное звание «Қазақстанның еңбек сіңірген қайраткері» (Заслуженный деятель Казахстана) — за вклад в развитие отечественной медицины и общественную активность.;[2]
- 2007 — Государственная премия Республики Казахстан в области науки, техники и образования. (награда вручена из рук президента РК в Акорде);
- 2014 — Почётный гражданин города Караганды;[3]
- 2019 — Орден «Курмет»;[4]